# Korzeniacy, czyli Jesień wsamrazków
Korzeniacy, czyli Jesień wsamrazków – powieść fantastyczna (baśń nowoczesna) dla młodzieży autorstwa Janiny Wieczerskiej z 1989 roku. Utwór o tematyce pro-ekologicznej opowiada o przygodach krasnoludków we współczesnym świecie.
Głównymi bohaterami są krasnoludki-skrzaty, zwane wsamrazkami lub Korzeniakami: najstarszy Niber oraz jego młodsi bracia, Robek i Fantek. Żyją w lesie nieopodal małego miasta i zmagają się ze skutkami działalności człowieka – wycinką lasu pod drogę lub osiedle oraz zanieczyszczeniami środowiska, takimi jak śmieci pozostawiane przez turystów czy skażenie wód przemysłowymi odpadami.
Powieść ukazała się nakładem Spółdzielni Wydawniczej „Czytelnik”, a okładkę zilustrowała stworzyła Katarzyna Gintowt.

## Fabuła
Historia rozpoczyna się w lesie, gdzie Wsamrazkowie – Nibek, Robek i Fantek – wiodą spokojne życie w domu pod wielkim Dębem. Harmonia i codzienne obowiązki są dla nich kluczowe, jednak nowa szosa i napływ turystów burzą dotychczasowy porządek. W lesie pojawia się coraz więcej śmieci, hałas zakłóca spokój, a przyroda cierpi z powodu ludzkiej beztroski.
Pewnego dnia bracia spotykają Starą Myszę, która opowiada im o zachodzących w lesie zmianach i o dziwnym znalezisku – porzuconym samochodzie. Wkrótce Wsamrazki odnajdują zminiaturyzowany samochód marki Landrover. Choć początkowo pojazd wydaje im się niezrozumiały, szybko dostrzegają jego potencjał. Robek, najbardziej praktyczny z braci, jako pierwszy uczy się prowadzić, a następnie szkoli Fantka. Bracia postanawiają udać się do Zamku, by zdobyć zapasy. Droga jest trudna, ale Landrover świetnie radzi sobie w leśnym terenie. Po dotarciu na miejsce bracia zostawiają mieszkańcom Zamku jeżyny w podziękowaniu za gościnność. Po opuszczeniu Zamku Robek i Fantek kontynuują naukę jazdy w lesie. Fantek, zachwycony szybkością, niemal doprowadza do wypadku, jednak Robek w porę przejmuje kontrolę nad pojazdem. Po powrocie opowiadają o wszystkim Nibkowi, który wciąż ma mieszane uczucia wobec nowej technologii, obawiając się, że oddali ich ona od natury.
Sytuacja w lesie pogarsza się – podróżujący nową szosą turyści zostawiają śmieci, hałasują, niszczą ścieżki i płoszą zwierzęta. W odpowiedzi Wsamrazkowie postanawiają wykorzystać Landrovera do patrolowania lasu, sprzątania i ochrony przyrody. W działaniach wspierają ich inni mieszkańcy – zarówno zwierzęta, jak i ludzie tacy, jak leśniczy. Pewnego dnia w domu Wsamrazków pojawia się tajemniczy Hadron. Przynosi narzędzia i dzieli się wiedzą o nowoczesnych urządzeniach, w tym o Landroverze. Hadron obdarowuje ich zaawansowaną baterią, dzięki której pojazd nie wymaga już paliwa. Pokazuje im także swój helikopter, wyposażony w „promionek” – urządzenie pozwalające zmieniać rozmiary zarówno pojazdów, jak i ich samych. Dzięki temu Wsamrazki mogą bezpośrednio kontaktować się z ludźmi. Bracia podejrzewają, że Hadron testuje ich gotowość do stawienia czoła nowym wyzwaniom.
Podczas podróży do Bukowców – istot mieszkających wysoko w koronach drzew – bracia odkrywają, że także one cierpią z powodu działalności ludzi. Wkrótce potem w lesie pojawiają się Benio i Henio – dwóch psotnych chłopców, którzy przypadkiem trafiają na ślad prowadzący do kryjówki Wsamrazków. Choć braciom udaje się odwrócić ich uwagę, zagrożenie odkrycia domu pod Dębem staje się realne. Nibek, najbardziej rozważny z rodzeństwa, rozmyśla nad przyszłością: czy ich życie w lesie przetrwa, jeśli ludzie nie przestaną niszczyć przyrody? Odpowiedzi szuka w Skrzyni Pamięci, gdzie przechowywane są wspomnienia i tradycje ich przodków-czarodziejów.
Nadchodzi najtrudniejsza próba. Do lasu przybywa duża grupa turystów, a ich działania zaczynają zagrażać nie tylko przyrodzie, ale i samym Wsamrazkom. Sytuacja staje się dramatyczna, gdy Benio i Henio odkrywają kryjówkę Wsamrazków. Bracia bronią swojego domu, wykorzystując zarówno Landrovera, jak i „magiczne” pułapki stworzone przez przodków. Jednak największym zagrożeniem okazuje się przedsiębiorca Kwadratowy, który niszczy las w pogoni za zyskiem. Dzięki wspólnym wysiłkom Wsamrazków i ich sojuszników Kwadratowy zostaje zatrzymany przez władze za dewastację dóbr narodowych.
Pod koniec powieści Hadron ujawnia Wsamrazkom, że – podobnie jak on – pochodzą z Decymy, Dziesiątej Planety. Proponuje im wyprawę, gdzie mogliby zdobyć nowe umiejętności i stać się Poszukiwaczami, Pomocnikami i Pośrednikami. Jednak podróż na Decymę jest decyzją ostateczną – powrót na Ziemię byłby praktycznie niemożliwy. Fantek z entuzjazmem wyraża chęć wyruszenia, lecz Hadron przypomina mu, że to podróż, która odmieni ich życie na zawsze. Bracia stają przed trudnym wyborem: czy opuścić ukochany las, czy zostać i dalej go chronić. Ostatecznie decydują się pozostać na Ziemi. Nibek podkreśla, że ich miejsce jest tu – wśród przyjaciół, leśnych zwierząt i ludzi, którzy liczą na ich pomoc. Choć Decyma kusi swoją tajemniczością, Wsamrazkowie wiedzą, że ich misja jeszcze się nie skończyła. Hadron akceptuje ich decyzję, ostrzegając jedynie, że ludzie już zaczynają „zaśmiecać Kosmos” i że przyszłość może przynieść kolejne wyzwania.

## Odbiór
W 1989 roku Grażyna Ciechomska opublikowała recenzję książki w „Trybunie Ludu”. Uznała ją za publikację skierowaną do młodzieży (szczególnie chłopców), chwaląc „staranność i dobre” wydanie, choć wskazała brak kolorowych ilustracji. Określiła ją jako lekturę lekką, przyjemną i zabawną, doceniając nieprzewidywalny świat i zaskakującą fabułę. Podsumowała: „Tajemniczość, dowcip, oryginalny pomysł splatają się z dobrym, plastycznym językiem”.
Tego samego roku recenzję w „Wybrzeżu” opublikował krytyk podpisujący się pseudonimem „kod”. Określił książkę jako doskonałą lekturę dla dzieci od piątego roku życia, wyróżniając brak „drętwego dydaktyzmu”, ciekawą fabułę przypominającą film sensacyjny oraz dobrze zbudowane, sympatyczne postacie.
Jolanta Kowalczykówna w „Nowych Książkach” uznała ochronę środowiska za główny motyw utworu, określając go jako „modny” i „palący” temat. Doceniła walory edukacyjne, m.in. „mądre, pełne altruizmu maksymy”, lecz zauważyła, że wątki ekologiczne mogą być zbyt trudne dla młodszych czytelników, a starsza młodzież może nie zainteresować się powieścią o krasnoludkach, co nazwała „dysproporcją między formą a treścią”. Wytknęła książce dłużyzny i rozwlekłość fabuły, choć pochwaliła ładny język (z drobnymi wyjątkami). Podsumowała: „Nie jest zapewne rewelacją artystyczną, jest natomiast powieścią napisaną sympatycznie i z troską o dobro powszechne, jakim jest przyroda, zatem lektura pożyteczna”.

## Gatunek
Autorka, Janina Wieczerska, w wywiadzie dla czasopisma „Tytuł” z 1998 roku określiła tę książkę jako „bardzo ważną” dla siebie. Pisała ją we wczesnych latach 80., w czasie stanu wojennego, „sobie i ludziom na pocieszenie”. Nazwała ją baśnią oraz „moralną utopią”.
Utwór łączy elementy fantasy i fantastyki naukowej. Pod koniec powieści Wsamrazki wracają „na planetę Decymę, by praktykować tam w Wyższej Szkole Czarodziejów”. Recenzent „Wybrzeża” zauważył, że choć głównymi bohaterami są skrzaty-krasnoludki, to ich świat bliższy jest fantastyce naukowej niż klasycznej baśni.
W Słowniku literatury dziecięcej i młodzieżowej z 2002 roku Teresa Winek określiła książkę jako nowoczesną baśń, ukazującą „niebezpieczeństwa współczesnej cywilizacji, prowadzącej do lekceważenia dobra i miłości oraz niszczenia piękna natury i zabytków ludzkiej kultury”. Podobnie, jako „baśń nowoczesną”, sklasyfikowała ją również Jolanta Kowalczykówna w swojej recenzji z 1989 roku w czasopiśmie „Nowe Książki”.

## Czytaj też
- recenzja: Moskalówna Ewa: "Delta" (dodatek społeczno-kulturalny "Głosu Wybrzeża"), 1989 nr 72 s. 2